# Volkerode
Volkerode is een gemeente in de Duitse deelstaat Thüringen, en maakt deel uit van de Landkreis Eichsfeld.
Volkerode telt 241 inwoners.